# Летюча жаба китайська
Летюча жаба китайська (лат. Rhacophorus dennysi) — вид земноводних з роду Летюча жаба родини Веслоногі.

## Опис
Загальна довжина досягає 10—11 см. За будовою схожа на інших представників свого роду. Забарвлення спини зелене з малесенькими чорно-бурими плямами з вузькою жовтою облямівкою, нагадує листя, що уражено грибковою хворобою. Черево білувате.

## Спосіб життя
Полюбляє тропічні та субтропічні вологі ліси, річки, озера, болота, ставки. зустрічається на висоті 900–1500 м над рівнем моря. Активна у присмерку. Живиться переважно комахами.
Самиця відкладає яйця у своєрідне гніздо, яке робить збиваючи задніми лапами пінку. Це гніздо кріпиться до гілля, що звисає над водою. Відразу після появи пуголовки падають у воду, де проходить їх метаморфоз.

## Поширення
Мешкає у М'янмі, Лаосі, В'єтнамі, Південному Китаї.